# Heptylgroep
Een heptylgroep is een functionele groep, afgeleid van heptaan (C7H16). Het bestaat uit 7 koolstofatomen en 15 waterstofatomen en heeft dus de formule C7H15. De heptylgroep behoort tot de alkylgroepen. Deze lineaire groep heeft aan het eerste koolstofatoom nog een bindingsmogelijkheid over, waarmee de groep aan een ander atoom gekoppeld kan worden, vaak een koolstofatoom, dat deel uitmaakt van een organisch molecuul.